# رنگین‌کمان (فیلم ۱۹۹۶)
رنگین‌کمان (انگلیسی: Rainbow) فیلمی در ژانر فانتزی به کارگردانی باب هاسکینز است که در سال ۱۹۹۶ منتشر شد. از بازیگران آن می‌توان به باب هاسکینز، سال روبینک و دن اکروید اشاره کرد.